# プーさんといっしょ
『プーさんといっしょ』（原題：My Friends Tigger and Pooh）は、ディズニーが製作したアメリカのテレビアニメ。『くまのプーさん』シリーズの幼児向け番組。

## 概要
くまのプーさん初の3DCGアニメーションであり、6歳の女の子・ダービーやペットの犬・バスターなどの新キャラクターが登場する。本編のメインキャラクターのうちオウルとゴーファーは登場せず、クリストファー・ロビンはゲストとして2話のみ登場する。
ティガーとプーがダービー、バスターと共に「スーパー探偵団」を結成し、100エーカーの森で起こる事件を解決する。問題解決を通し、問題解決スキルの習得、情操性や社会性を育てることができる。
アメリカでは2007年5月12日から放映されている。日本では2007年7月23日からディズニー・チャンネルのプレイハウス・ディズニーで放映されている。2007年7月5日から2009年9月24日までは、テレビ東京の『ディズニータイム』でもシーズン1のみが放映された。ディズニージュニアでは2016年7月18日から、Dlifeでは2016年8月7日からそれぞれ放送中。日本語および英語による字幕放送を実施。プーさんの声は黄色、ティガーの声は緑色、ダービーの声は水色で表示される。日本での動画配信はDisney DELUXEで行われており、第1話のみYouTubeで配信されている。

## 登場人物

### メインキャラクター
プー（Winnie the Pooh）
声 - 亀山助清（台詞）、竹本敏彰（歌）/英 - ジム・カミングス
「スーパー探偵団」のメンバーの一人。頭があまり良くないため推理は苦手だが、彼の独創的な発想が事件解決のヒントにつながる事が多い。探偵として活動中は探偵団の衣装となる青いセーターとゴーグルを身に着けている。
ティガー（Tigger）
声 - 玄田哲章/英 - ジム・カミングス
「スーパー探偵団」のメンバーの一人。お調子者で破天荒な性格故に事件を深刻化させてしまう事があるが、人情に厚く憎めない一面から仲間達には深く慕われている。他作品と同様しばしばラビットを困らせている。プーと同じく、探偵活動中は青いセーターとゴーグルを着用する。
ダービー（Darby）
声 - 宮本侑芽/英 - クロエ・グレース・モレッツ
本作のオリジナルキャラクター。本作の主人公兼ヒロインでクリストファー・ロビンの親友である6歳の女の子。「スーパー探偵団」のリーダー。明るく活発な性格で、3人の中で最も頭の回転が早く、探究心や想像力も豊か。視聴者を「スーパー探偵団」の一員と位置付け、積極的に会話を行う。探偵活動中は青い帽子を被る。
バスター（Buster）
声 - ディー・ブラッドリー・ベイカー（原語流用）
本作のオリジナルキャラクターで、ダービーの飼い犬。鋭い嗅覚などを活かし、彼女らの推理を手助けする。探偵活動中は首輪に付けた「探偵メダル」を表へ返す。
ピグレット（Piglet）
声 - 小形満/英 - トラヴィス・オーツ
イーヨー（Eeyore）
声 - 石田太郎（台詞）、石塚勇（歌）/英 - ピーター・カレン
ラビット（Rabbit）
声 - 龍田直樹/英 - ケン・サンソム
カンガ（Kanga）
声 - 片岡富枝（台詞）、菅井美和（歌）/英 - キャス・スーシー
ルー（Roo）
声 - 田川颯眞/英 - マックス・バークホルダー
ランピー（Lumpy）
声 - 醍醐侃幸/英 - オリバー・ディロン

### サブキャラクター
ビーバー（Beaver）
普段は流木や枝で川にダムを作る仕事に励んでいる。仕事熱心だがせっかちな性格や、ダム作り以外に穴掘りも得意とするなど、今作に登場しないゴーファーから外見・性格など特徴の一部を引き継いでいる。
ヤマアラシ（Porcupine）
眼鏡をかけている女性。フルートの演奏が得意。鋭い針を持った彼女と唯一ハグができるカメとは特に親しい。裸眼ではプーやティガー達の見分けがつかないほどの近眼。
カメ（Turtle）
ヤマアラシの友人。言動が非常にゆったりとしているが甲羅を脱ぐと一変して俊敏になり、足の速さもラビットと互角に渡り合う。ラビットとは時々チェッカーを遊ぶ仲だが、マイペースな性格が災いして多忙で短気な彼に愛想を尽かされる場面も見られる。
キツツキ（Woodpecker）
いつも森の木を突いているが、騒音被害として仲間を困らせる元凶にもなる。話し方は弾むような早口で、声帯模写が得意。
リス
木の上に住んでいるイタズラ好きの2匹組。主にバスターをからかったりするが、ダービー達の捜査に協力する事もある。人語は話せないがプーには言葉が分かる。
アライグマ（Raccoon）
綺麗好きで森の自然を守っている。森の仲間たちの遺失物をゴミと勘違いして無断で保管していた。目の周りが黒いことからティガーから「マスクさん」と呼ばれている。
スカンク（Skunk）
非常に臭いガスを出すが、その行為は自分や仲間を守るためのものであり、温厚な性格もあって森の仲間達とは友好関係を築いている。ビーバーはかつて彼にガスを吹き付けられ何日も匂いが取れなかった経験を味わって以来彼を嫌っていたが、あるトラブルで体に悪臭を纏ってしまった事をきっかけにスカンクと和解した。
スモール（Small）
ラビットが飼っている紫色のテントウムシ。僅かに言葉を話すことができる。
クリストファー・ロビン(Christopher Robin)
ダービーの親友。

## 用語
スーパー探偵団
100エーカーの森で起きた事件を解決するために結成された探偵団。メンバーはダービー、プー、ティガー、バスター。森の住民たちは困った事があると必ずスーパー探偵団に助けを求めるが、まれに探偵団のメンバーが依頼することもある。黄色い逆三角形に緑のクエスチョンマークが探偵団のシンボル。出動前には合言葉を唱和する。『バスターのかつやく』では、ダービー達とのちょっとしたすれ違いからピグレット、イーヨー、ラビットの3人が探偵団を結成した事がある。
スーパーサイレン
スーパー探偵団を呼び出す際に鳴らす、ラッパ型のサイレンと枝・ロープでできた掲揚台からなる装置。探偵団の集合場所からは少し離れた場所にあり、メンバーは双眼鏡（第50話以降は潜望鏡）で掲揚台の旗を確認し出動すべき場所を把握する（旗には場所を表す絵が描かれている）。
スーパースクーター
スーパー探偵団が出動時に利用するスクーター。ティガーがプーを乗せて運転するものとダービーがバスターを乗せて運転するものの2台がある。積雪時にはスノーボードで出動する。

## エピソード

### TVシリーズ
| 話数 | 話数 | サブタイトル                       | 原題                                    | 放送日         | 放送日         | 備考 |
| ---- | ---- | ---------------------------------- | --------------------------------------- | -------------- | -------------- | ---- |
| 1    | 3    | ピグレットのこだまそうどう         | Piglet's Piglet's Echo Echo             | 2007年5月19日  | 2007年7月23日  |      |
| 1    | 3    | ルーのタコを救え！                 | Roo's Kite-Tastrophy                    | 2007年5月19日  | 2007年7月23日  |      |
| 2    | 1    | カブどろぼうをさがせ！             | Rabbit's Ruta-Wakening                  | 2007年5月12日  | 2007年7月27日  |      |
| 2    | 1    | きえたティガーのかげ               | Shadow of a Doubt                       | 2007年5月12日  | 2007年7月27日  |      |
| 3    | 4    | イーヨーのしっぽはどこに？         | Eeyore's Tale of the Mssing Tail        | 2007年5月20日  | 2007年8月6日   |      |
| 3    | 4    | プーはきぼうのひかり               | Pooh, Light Up My Life                  | 2007年5月20日  | 2007年8月6日   |      |
| 4    | 2    | ルーの「だいすきのひ」             | How to Say I Love Roo                   | 2007年5月13日  | 2007年8月13日  |      |
| 4    | 2    | ちいさなピグレットのなやみ         | Piglet's Small Predicament              | 2007年5月13日  | 2007年8月13日  |      |
| 5    | 20   | ダービーの「は」をさがせ           | Darby's Tooth and Nothin' But The Tooth | 2007年12月1日  | 2007年12月3日  |      |
| 5    | 20   | ルーのゆきだるま                   | Snow Problem, Roo                       | 2007年12月1日  | 2007年12月3日  |      |
| 6    | 5    | ランピーのおとまり                 | Lumpy Spends the Night                  | 2007年5月26日  | 2007年8月20日  |      |
| 6    | 5    | おやすみ、プー                     | Good Night to Pooh                      | 2007年5月26日  | 2007年8月20日  |      |
| 7    | 7    | きえたプーのおなかのおと           | No Rumbly in Pooh's Tumbly              | 2007年6月9日   | 2007年9月17日  |      |
| 7    | 7    | プーのこえだなげができない？       | Pooh Sticks Get Stuck                   | 2007年6月9日   | 2007年9月17日  |      |
| 8    | 8    | バスターのたいへんな日             | Buster's Ruff Day                       | 2007年6月16日  | 2007年9月24日  |      |
| 8    | 8    | ランピーのペットだいさくせん       | Lumpy's Pet Project                     | 2007年6月16日  | 2007年9月24日  |      |
| 9    | 9    | くちぶえがふけないティガー         | You Ain't Whistin' Tigger               | 2007年5月23日  | 2007年10月1日  |      |
| 9    | 9    | きえたピグレットのあな             | Piglet's Hole Problem                   | 2007年5月23日  | 2007年10月1日  |      |
| 10   | 6    | イーヨーのかなしいひ               | Eeyore's Sad Day                        | 2007年6月2日   | 2007年8月27日  |      |
| 10   | 6    | ティガーのいねむりジャンプ         | Tigger's Bedtime for Bouncer            | 2007年6月2日   | 2007年8月27日  |      |
| 11   | 21   | ラビットのコンサート               | Symphony for a Rabbit                   | 2008年1月19日  | ?              |      |
| 11   | 21   | ティガーのかんちがい               | Tigger Goes Snowflaky                   | 2008年1月19日  | ?              |      |
| 12   | 24   | ルーからのはなたば                 | Flowers from Roo                        | 2008年5月16日  | ?              |      |
| 12   | 24   | キツツキのノック                   | Peck Peck Peckin' on Rabbit's Door      | 2008年5月16日  | ?              |      |
| 13   | 23   | ボロボロになったワニのアルビン     | Lumpy's Alvin Goes to Pieces            | 2008年3月21日  | ?              |      |
| 13   | 23   | タマゴのおかあさんはどこ？         | Rabbit's Eggcellent Adventure           | 2008年3月21日  | ?              |      |
| 14   | 10   | ティガーはジャギュラー！？         | Tigger Goes for the Jagular             | 2007年7月7日   | 2007年10月8日  |      |
| 14   | 10   | ラビットのルームメイト             | Rabbit's New Roomie                     | 2007年7月7日   | 2007年10月8日  |      |
| 15   | 11   | みんなはかいぞく、プーレーツ！     | Pooh-Rates of the Hundred Acre Wood     | 2007年7月21日  | 2007年10月15日 |      |
| 15   | 11   | ティガーのしゃっくり               | Tigger's Hiccup Pickup                  | 2007年7月21日  | 2007年10月15日 |      |
| 16   | 12   | ダービーのしっぽ                   | Darby's Tail                            | 2007年8月4日   | 2007年10月22日 |      |
| 16   | 12   | ティガーの配達サービス             | Tigger's Delivery Service               | 2007年8月4日   | 2007年10月22日 |      |
| 17   | 22   | バスターのおふろ                   | Buster's Bath                           | 2008年2月16日  | ?              |      |
| 17   | 22   | おつきさまパーティー               | Once in a Pooh Moon                     | 2008年2月16日  | ?              |      |
| 18   | 25   | クリストファー・ロビンはカエル！？ | Christpher Froggin'                     | 2008年7月19日  | ?              |      |
| 18   | 25   | いえからピグレットをだそう         | Pigglet's Rocky Problem                 | 2008年7月19日  | ?              |      |
| 19   | 13   | 大きくなったダービー               | Super-Sized Darby                       | 2007年8月18日  | ?              |      |
| 19   | 13   | イナズマがこわいピグレット         | piglets lightning frightening           | 2007年8月18日  | ?              |      |
| 20   | 14   | にじのハチミツをさがそう           | Chasing Pooh's Rainbow                  | 2007年9月7日   | 2007年12月10日 |      |
| 20   | 14   | むらさきをさがそう                 | Lumpy Mixes a Mystery                   | 2007年9月7日   | 2007年12月10日 |      |
| 21   | 15   | ヤマアラシへのてがみ               | Porcupine's Pen Pal                     | 2007年9月22日  | 2007年12月17日 |      |
| 21   | 15   | ピグレットのスイカじけん           | Piglet's Thousand and One Watermelons   | 2007年9月22日  | 2007年12月17日 |      |
| 22   | 17   | イーヨーのあたらしいいえ           | Eeyore's Home Sweet Home                | 2007年10月20日 | ?              |      |
| 22   | 17   | ラビットのかんぺきなカボチャ       | Rabbit's Prized Pumpkin                 | 2007年10月20日 | ?              |      |
| 23   | 16   | イーヨーのつきりょこう             | Eeyore's Trip the Moon                  | 2007年10月6日  | 2007年12月24日 |      |
| 23   | 16   | ちいさくなったルー                 | The Incredible Shrinking Roo            | 2007年10月6日  | 2007年12月24日 |      |
| 24   | 18   | ありがとう クリストファー・ロビン  | Many Thanks for Chrstpher Robin         | 2007年11月10日 | ?              |      |
| 24   | 18   | カメさんのやくそく                 | Turtle's Need for Speed                 | 2007年11月10日 | ?              |      |
| 25   | 19   | もうひとりのプー                   | Pooh's Double Trouble                   | 2007年11月10日 | ?              |      |
| 25   | 19   | イーヨーのねむりあるき             | Eeyore Sleeps on it                     | 2007年11月10日 | ?              |      |
| 26   | 26   | ダービーのひとりたんてい           | Darby, Solo Sleuth                      | 2008年8月16日  | ?              |      |
| 26   | 26   | いなくなったバスター               | Doggone Buster                          | 2008年8月16日  | ?              |      |
| 27   | 27   | ダービーのヒイタチさがし           | Darby Goes Woozle Sleuthin              | 2008年9月27日  | ?              |      |
| 27   | 27   | きえたティガーのしまもよう         | How the Tigger Lost His Stripe          | 2008年9月27日  | ?              |      |
| 28   | 30   | プーの『クッキーのき』             | Pooh's Cookie Tree                      | 2008年9月28日  | ?              |      |
| 28   | 30   | ランピーのなかまいり               | Lumpy Joins in                          | 2008年9月28日  | ?              |      |
| 29   | 29   | てんとうむしのスモール             | Small's World After All                 | 2008年9月28日  | ?              |      |
| 29   | 29   | キリにつつまれたなぞ               | Darby's Fog-Gone Mystery                | 2008年9月28日  | ?              |      |
| 30   | 28   | あたらしいジャンプがかり           | Tigger Gets Bounced                     | 2008年9月27日  | ?              |      |
| 30   | 28   | まちぼうけのスーパーたんていだん   | Super Sleugths Wait for Ever            | 2008年9月27日  | ?              |      |
| 31   | 31   | しずかにしてほしいラビット         | Rabbit's Sound of Silence               | 2008年10月4日  | ?              |      |
| 31   | 31   | はりきりやのビーバー               | Eager Beaver                            | 2008年10月4日  | ?              |      |
| 32   | 33   | ハチミツはおあずけ                 | No More Honey for Pooh                  | 2008年11月8日  | ?              |      |
| 32   | 33   | ドロにはまったピグレット           | Stuck Be a Piglet                       | 2008年11月8日  | ?              |      |
| 33   | 32   | いなくなったプーのハチ             | Pooh's Bees Buzz Off                    | 2008年10月18日 | ?              |      |
| 33   | 32   | バスターのたからもの               | Buster's Burled Treasure                | 2008年10月18日 | ?              |      |
| 34   | 35   | ダービーのなくしものさがし         | Darby's Lost And Found                  | 2008年12月15日 | ?              |      |
| 34   | 35   | ピグレットのふしぎなペット         | Piglet's Mystery Pet                    | 2008年12月15日 | ?              |      |
| 35   | 34   | ピグレットのどんぐり               | Piglet's Nutty Problem                  | 2008年12月14日 | ?              |      |
| 35   | 34   | ランピーにあいたい                 | Missing Lumpy                           | 2008年12月14日 | ?              |      |
| 36   | 36   | なくなったピグレットのうたごえ     | Piglet's Lost Voice                     | 2009年1月3日   | ?              |      |
| 36   | 36   | おもしろいラビット                 | Funny Rabbit                            | 2009年1月3日   | ?              |      |
| 37   | 37   | ティガーのはくぶつかん             | Tigger's Day At the You-See-Um          | 2009年1月31日  | ?              |      |
| 37   | 37   | くさくないスカンク                 | Skunk's Non Scents                      | 2009年1月31日  | ?              |      |
| 38   | 51   | しょうたいじょうがこないティガー   | Tigger's Invitation Frustraction        | 2009年10月24日 | ?              |      |
| 38   | 51   | ダービーのハロウィーンじけん       | Darby's Halloween Case                  | 2009年10月24日 | ?              |      |
| 39   | 42   | キツツキのものわすれ               | Down Woodpecker's Memory Lane           | 2009年7月11日  | ?              |      |
| 39   | 42   | きえたダービーのともだち           | Darby's Lost Friend                     | 2009年7月11日  | ?              |      |
| 40   | 38   | イーヨーのたんじょうび             | It's Eeyore Birthday                    | 2009年2月14日  | ?              |      |
| 40   | 38   | いれかわったティガーとピグレット   | The Tiglet And Pigger Switcher-Roo      | 2009年2月14日  | ?              |      |
| 41   | 40   | ダービーのだいもんだい             | Darby's Wheelie Big Problem             | 2009年5月11日  | ?              |      |
| 41   | 40   | こうらをぬいだカメ                 | Turtle Comes Out of His Shell           | 2009年5月11日  | ?              |      |
| 42   | 43   | ビーバーにあじみをさせよう         | Beaver's Taste Buddies                  | 2009年7月11日  | ?              |      |
| 42   | 43   | ともだちをたすけたいティガー       | Too Many Helpings of Tigger             | 2009年7月11日  | ?              |      |
| 43   | 44   | はたけをあずかったダービー         | Darby the Plant Sitter                  | 2009年7月12日  | ?              |      |
| 43   | 44   | プーのサヨナキドリ                 | Pooh's Nightingale                      | 2009年7月12日  | ?              |      |
| 44   | 48   | プーのついてないひ                 | Pooh's Badful Day                       | 2009年9月26日  | ?              |      |
| 44   | 48   | かぜのなかのそうさ                 | Sleuthin' in the Wind                   | 2009年9月26日  | ?              |      |
| 45   | 45   | かえってきたトナカイのホリー       | Home for the Holly Days                 | 2009年7月12日  | ?              |      |
| 45   | 45   | ピグレットのクレヨン               | Piglet's Found Art                      | 2009年7月12日  | ?              |      |
| 46   | 49   | たのもしいルー                     | You're a Big Boy, Roo                   | 2009年9月27日  | ?              |      |
| 46   | 49   | はやくちドリがみたいカメ           | Turtle's for the Birds                  | 2009年9月27日  | ?              |      |
| 47   | 52   | ティガーのそうじ                   | Tigger Cleans House                     | 2009年11月3日  | ?              |      |
| 47   | 52   | バスターのかつやく                 | Sleuth Buster                           | 2009年11月3日  | ?              |      |
| 48   | 53   | ルーのともだちをたすけるひ         | Roo's Pebble in the Pond                | 2009年11月17日 | ?              |      |
| 48   | 53   | ないしょのありがとうパーティー     | Darby's Super Sleuth Surprise           | 2009年11月17日 | ?              |      |
| 49   | 39   | イーヨーにおはなをおくろう         | Flowers for Eeyore                      | 2009年3月27日  | ?              |      |
| 49   | 39   | イースターラビット                 | Easter Rabbit                           | 2009年3月27日  | ?              |      |
| 50   | 54   | プーをシャボンだまからだそう       | Bursting Pooh's Bubble                  | 2009年12月1日  | ?              |      |
| 50   | 54   | スカンクがにがてなビーバー         | Beaver Gets Skunked                     | 2009年12月1日  | ?              |      |
| 51   | 50   | ダービーのトゲトゲじけん           | Darby's Prickly Predicament             | 2009年9月27日  | ?              |      |
| 51   | 50   | ピグレットのいえのモンスター       | Piglet's Monster Under the Bed          | 2009年9月27日  | ?              |      |
| 52   | 62   | ティガーのヨーヨー                 | Tigger a Yo-Yo                          | 2010年10月6日  | ?              |      |
| 52   | 62   | シャツをなくしたプー               | Loses His Shirt                         | 2010年10月6日  | ?              |      |
| 53   | 41   | ダービーのポニー                   | Darby's Pony                            | 2009年6月27日  | ?              |      |
| 53   | 41   | ラビットのかかし                   | Rabbit's Not So Scary-Crow              | 2009年6月27日  | ?              |      |
| 54   | 46   | カボチャのうたをつくろう           | Rabbit's Song for a Pumpkin             | 2009年9月8日   | ?              |      |
| 54   | 46   | あおくなったプー                   | Pooh's Blues                            | 2009年9月8日   | ?              |      |
| 55   | 55   | めがねをなくしたヤマアラシ         | Porcupine Comes To Her Senses           | 2009年12月15日 | ?              |      |
| 55   | 55   | ラビットとカメのかけっこ           | Rabbit's And Turtle's Re-Run            | 2009年12月15日 | ?              |      |
| 56   | 57   | ランピーのスキーレッスン           | Lumpy's Downhill Battle                 | 2010年1月2日   | ?              |      |
| 56   | 57   | ミミズをおいはらおう               | Darby's Squirmy Worms                   | 2010年1月2日   | ?              |      |
| 57   | 56   | ピグレットのほしにねがいを         | Piglet's Wish Upon a Star               | 2010年1月2日   |                |      |
| 57   | 56   | いたずらなリス                     | Squirrels Will Be Squirrels             | 2010年1月2日   |                |      |
| 58   | 58   | プーとピグレットのとくべつなばしょ | Pooh and Piglet Misplace Their Place    | 2010年1月3日   | ?              |      |
| 58   | 58   | イーヨーのくろいくも               | Eeyore's Dark Cloud                     | 2010年1月3日   | ?              |      |
| 59   | 60   | ダービーサウルス                   | Darby-Saurus                            | 2010年10月3日  | ?              |      |
| 59   | 60   | フクロネズミのなぞ                 | Darby's Im-Possum-Ible Case             | 2010年10月3日  | ?              |      |
| 60   | 47   | カボチャになりたいラビット         | Rabbit Gets Squashed                    | 2009年9月26日  | ?              |      |
| 60   | 47   | ティガーのさかさまジャンプ         | Topsy Turvy Tigger                      | 2009年9月26日  | ?              |      |
| 61   | 59   | きえたヤマアラシのフルート         | Porcupine's Missing Flute               | 2010年1月3日   | ?              |      |
| 61   | 59   | すてきなしゃしんのひ               | Darby's Picture Perfect Day             | 2010年1月3日   | ?              |      |
| 62   | 63   | ハチミツがきらいになったプー       | Pooh's Honey Of A Problem               | 2010年10月9日  | ?              |      |
| 62   | 63   | ダービーのだいすきなばしょ         | Darby's Favorite Place                  | 2010年10月9日  | ?              |      |
| 63   | 61   | ダービーのレモネード               | Darby Gets Lemons, Makes Lemonade       | 2010年10月6日  | ?              |      |
| 63   | 61   | ダービーとおどろう                 | Dancing With Darby                      | 2010年10月6日  | ?              |      |

### 映画
| 話数 | サブタイトル                         | 原題                            | 備考 |
| ---- | ------------------------------------ | ------------------------------- | ---- |
| 1    | スーパー探偵団のクリスマス・ムービー | Super Sleuth Christmas Movie    |      |
| 2    | プーとティガーとミュージカル         | Tigger & Pooh And A Musical Too |      |
| 3    | スーパーパワーたんていだん           | Super Duper Super Sleuths       |      |

## 主題歌
オープニング「プーさんといっしょ」
作曲 - アンディ・スターマー
訳詞 - 石山祐子
歌（英）- ケイ・ハンリー（シーズン1）、クロエ・グレース・モレッツ（シーズン2）
歌（吹）- 須藤祐実（シーズン1）、宮本侑芽（シーズン2）
オープニング映像が異なり、日本語版主題歌は2曲も存在する。ダービー役が歌う際は、口の絵と同時に歌われる。
開始当初では須藤祐実が担当されていたが、その後はダービー役の宮本侑芽が担当。
近年のCS放送ではシーズン1のエピソードがシーズン2のOPに差し替えられており、これはDlifeでも流れた。テレビ東京放送時、シーズン2のOPは流れなかった。
テレビ東京のディズニータイム放送時では番組編成の関係でオープニングを短縮していたことがある。
ディズニープラスではこの2人のバージョンをシーズンごとに視聴できる。
エンディング「プーさんといっしょ（インストゥメンタル）」
作曲 - アンディ・スターマー
きょう解決した悩みを振り返るという内容で、最後にダービーが「さすが、スーパー探偵団！」と言ってウォルト・ディズニー・テレビジョン・アニメーション配給⇒ディズニーチャンネル・オリジナルのロゴとなる（ディズニージュニアのロゴに差し替えたバージョンもある）。テレビ東京のディズニータイム放送時はカット。

## スタッフ
- 原作 - A・A・ミルン、ロバーツ・ギャナウェイ
- 監督 - デビット・バートマン、ドン・マッキノン
- 脚本 - アイリーン・キャビリング、ニコール・デュバック、エリカ・グレディアガ、ブライアン・ホールフェルド、ジャンナ・キング、キャサリン・リューウェン、A・A・ミルン、グレゴリー・K・ピンカス、エリック・ショー、ディーン・ステファン、マット・ウェイン
- プロデューサー - アンギ・ディステ、ブライアン・ホールフェルド、ジェフ・クライン
- 映像編集 - ジョアン・レイエス
- 制作担当 - さとうめいこ、ウィリアム・ターナー
- スーパーバイザー - ジェリ・ブライアン、マーク・ボランジェ、ウィリアム・ターナー
- アニメーション制作 − ポリゴン・ピクチュアズ[6]

### 日本語版スタッフ
- 演出 - 木村絵理子
- 翻訳 - 石山祐子
- 音楽演出 - 深澤茂行
- 録音製作 - 東北新社
- 吹替製作 - DISNEY CHARACTER VOICES INTERNATIONAL, INC.